# Fusicladium orbiculatum
Fusicladium orbiculatum är en svampart som först beskrevs av Jean Baptiste Desmazières, och fick sitt nu gällande namn av Thüm. 1876. Fusicladium orbiculatum ingår i släktet Fusicladium och familjen Venturiaceae.   Inga underarter finns listade i Catalogue of Life.